# Vacquerie-le-Boucq
Vacquerie-le-Boucq è un comune francese di 82 abitanti situato nel dipartimento del Passo di Calais nella regione dell'Alta Francia.

## Società

### Evoluzione demografica
Abitanti censiti